# Radków (Basse-Silésie)
Radków (en allemand : Wünschelburg) est une ville de Pologne, située dans le sud-ouest du pays, dans la voïvodie de Basse-Silésie. Elle est le chef-lieu de la gmina de Radków, dans le powiat de Kłodzko.

## Histoire
Après la réorganisation de la Prusse, Wünschelburg fait partie à partir de 1815 de la province de Silésie, qui est divisée en arrondissements. De 1816 à 1853, la ville est rattachée à l'arrondissement de Glatz et de 1854 à 1932 à l'arrondissement de Neurode.